# Ilattia meeki
Ilattia meeki är en fjärilsart som beskrevs av George Thomas Bethune-Baker 1906. Ilattia meeki ingår i släktet Ilattia och familjen nattflyn. Inga underarter finns listade i Catalogue of Life.